# Thanasis Kamburelis
Thanasis Kamburelis gr. Θανάσης Καμπουρέλης (ur. 18 stycznia 1932 w Tracji w Grecji, zm. 24 czerwca 2024 w Vasilies koło Heraklionu w Grecji) – grecki matematyk i informatyk, emigrant do Polski, projektant komputerów Odra we Wrocławskich Zakładach Elektronicznych Mera-Elwro, doktor nauk technicznych, profesor Uniwersytetu Kreteńskiego w Grecji.

## Życiorys

### Wykształcenie
Po zakończeniu wojny domowej w Grecji w 1950 roku jako emigrant przybył do Polski. Po nauce języka polskiego ukończył szkołę średnią we Wrocławiu, od 1 września 1954 do 30 czerwca 1959 studiował na Wydziale Matematyki Uniwersytetu Wrocławskiego .
W 1978 roku uzyskał stopień doktora nauk technicznych na Politechnice Śląskiej w Gliwicach za pracę Wirtualna emulacja komputerowa w zastosowaniu do systemów Odra 1300 – RIAD (metoda indeksowa i metoda stronicowa) (współautor Andrzej Zasada).

### Praca w Elwro
Kamburelis 1 sierpnia 1959 rozpoczął pracę w nowo otwartych Zakładach Elektronicznych Elwro we Wrocławiu. Początkowo był projektantem organizacji i architektury komputerów, a w latach 1961–1964 kierownikiem pracowni struktur logicznych, zajmującej się w szczególności algorytmami działań arytmetycznych na liczbach stało- i zmiennoprzecinkowych. Prace te były wdrażane w kolejno budowanych w Elwro komputerach Odra 1001, Odra 1002, Odra 1003 oraz Odra 1013  .

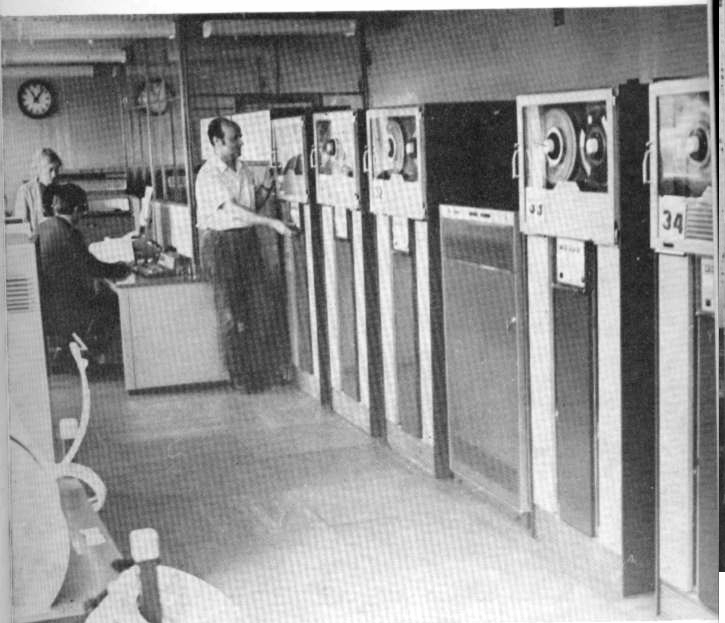
Thanasis Kamburelis przy pamięci PT (przewijaku) taśmy magnetycznej komputera Odra 1304

W latach 1965–1968 kierował zespołem projektu architektury i struktury logicznej komputera Odra 1204 ze zrównolegleniem bloków funkcjonalnych z wykorzystaniem mikroprogramowania. Komputer ten w 1968 roku został skierowany do produkcji seryjnej.
Kamburelis konsultował też możliwości współpracy z firmą ICT (potem przemianowaną na International Computers Limited ICL) przy kupnie komputerów serii ICL 1900 oraz wykorzystaniu ich oprogramowania w polskich maszynach. Po podpisaniu umowy w czerwcu 1967 roku, uczestniczył w pierwszym szkoleniu polskich inżynierów w ICT w Manchesterze . Potem został głównym projektantem organizacji komputera serii Odra 1300 o architekturze programowo zgodnej z komputerami serii ICL 1900. Produkcja seryjna komputerów Odra 1304 ruszyła w 1970 roku. Kamburelis określił kierunki modyfikacji Odry 1304 w nowocześniejszą wersję Odrę 1305 na układach scalonych  .
Jego udział w całym przedsięwzięciu został po latach podsumowany przez dra Bronisława Piwowara:

Z uznaniem należy podkreślić kluczową rolę Kamburelisa przy realizacji Umowy Software’owej z ICL. Był wówczas zgodnie uznawany za najlepszego w Polsce specjalistę w zakresie architektury i struktury logicznej komputerów cyfrowych. Będąc zdolnym i pracowitym, posiadał także wyjątkowy talent organizowania zespołów twórczych. Świetnie radził sobie w relacjach ze specjalistami i kierownictwem fabryki, może dlatego, że zawsze był bardzo profesjonalny i życzliwy.

Po roku 1970 Kamburelis uczestniczył w opracowywaniu komputerów Jednolitego Systemu Elektronicznych Maszyn Cyfrowych (RIAD, JSEMC), a w tym szczególnie opracowanego w Elwro komputera R-32 z umożliwieniem zaakceptowania oprogramowania z maszyn serii Odry 1300 poprzez emulację na poziomie listy rozkazów procesora .
Był członkiem Sekcji Automatyki, Informatyki i Pomiarów II Kongresu Nauki Polskiej 1973.
Pracę w Elwro zakończył 30 kwietnia 1979 roku.

### Praca dydaktyczna
Kamburelis prowadził liczne kursy dla użytkowników komputerów Odra, w zakresie architektury i struktury logicznej. Na umowę-zlecenie prowadził wykłady na Uniwersytecie Wrocławskim w latach 1975–1977 oraz kierował tamże pracami magisterskimi .
Po powrocie w 1979 roku do Grecji prowadził wykłady na Politechnice Tracji w Xanthi, a od października 1979 do lata 2002 był wykładowcą, a potem profesorem na Uniwersytecie Kreteńskim w Heraklionie.

## Życie prywatne
Kamburelis urodził się w wielodzietnej rodzinie rolniczej 18 stycznia 1932 roku w wiosce Giannouli Evrou w północno-wschodniej Grecji (Tracja). Jako nieletni brał udział w latach 1947–1949 w partyzantce w okresie wojny domowej w Grecji. Po jej zakończeniu w styczniu 1950 roku w grupie kilku tysięcy emigrantów przybył do Polski (statkiem z portu w Albanii). Polska wówczas pomogła uchodźcom greckim odzyskać zdrowie i siły. W latach 1950–1953, na polecenie władz radzieckich, młodzi Grecy jeszcze mieli wziąć udział w nowej wojnie domowej w Grecji, ale zrezygnowano z tego zamiaru i wszystkim dano w Polsce prawo pobytu, nauki i pracy .
Kamburelis był żonaty z Polką, Marią Teresą (z domu Żuczkowską – filologiem klasycznym), z którą ma syna Tasosa – matematyka oraz córkę Antygonę – nauczycielkę informatyki w szkole średniej. Wspólnie z żoną opracowali i wydali słownik polsko-grecki i grecko-polski (Wydawnictwo „Wiedza Powszechna”, 1999, 2005, 2011), za co otrzymali Nagrodę Ministra Kultury i Sztuki.
Kamburelis posiadał obywatelstwo greckie i polskie. Z rodziną w lipcu 1979 roku powrócił do Grecji i na stałe zamieszkał w Heraklionie na Krecie. Od 2002 roku był na emeryturze. Utrzymywał stałe kontakty z Polską.

## Publikacje
- EMC ODRA 1003, Apllicationes Mathematicae, vol. VIII/1965, PAN Warszawa
- Maszyna Cyfrowa Odra 1204, Maszyny Matematyczne, 4/1965, Sigma, Warszawa
- System Odra 1305, Maszyny Matematyczne, 3/1972, Sigma, Warszawa
- EMC R-30 (JS EMC RIAD), Informatyka 5/1973, Sigma Warszawa
- Odra 1300 w JS EMC, Informatyka 7/1973, Sigma Warszawa
- Architektura logiczna maszyny cyfrowej Odra 1305, WPM „Wema”, 1974
- Odra 1300 i R-32, Informatyka 9/1975, Sigma Warszawa
- Maszyny Cyfrowe WZE ELWRO, Materiały Szkoleniowe dla Telewizyjnego Kursu Informatyki, OBRI, 1975[12]
- Środki techniczne i programowe, zapewniające przenoszalność danych i programów z komputerów ODRA 1300 na komputery JSEMC. Raport Mera-Elwro, 1976 (współpraca E. Szajer).
- Cyfrowe maszyny liczące w Polsce – stan obecny i prognozy przyszłościowe, referat informacyjny, II Konferencja Metody komputerowe w mechanice konstrukcji. opracowanie Thanasis Kamburelis; Polskie Towarzystwo Mechaniki Teoretycznej i Stosowanej. Oddział w Gdańsku, Komitet Inżynierii Lądowej i Wodnej PAN. Zespół Mechaniki Komputerowej Komitetu Fizyki i Mechaniki Ciała Stałego PAN, Politechnika Gdańska, Gdańsk 1975, Wydawca nieznany[13].
- Wprowadzenie do Jednolitego Systemu Elektronicznych Maszyn Cyfrowych. Centrum Komputerowych Systemów Automatyki i Pomiarów „Mera-Elwro”, Biuro Obsługi Technicznej „Elwro-Serwis-Ośrodek Szkoleniowy” (opracowanie Thanaisis Kamburelis), Wrocław 1976, stron 114[14].
- Architektura logiczna EMC JS, OBRI – Problemy Informatyki, 1976
- Kamburelis T., Współbieżna emulacja komputerowa, Podstawy Sterowania, tom 6 (1976), z. 4
- Kamburelis T., Zasada A., Współbieżna emulacja komputerowa – metoda stronicowa, Podstawy Sterowania, tom 7 (1977), z. 1,
- Kamburelis T., Problemy optymalizacji wirtualnej emulacji komputerowej, Zeszyty Naukowe Politechniki Śląskiej nr 653. Informatyka, nr 1 (1980), 0208-7286
- Μαθηματα προγραμματισμου: Εισαγωγή με τη γλώσσα Pascal, trb. Mathimata programmatismu: isagogi me ti glossa Pascal, współautor T. Alevizos, Ateny 1984, stron 383[2].
- Ειδικα θεματα προγραμματισμου στην Pascal (και την Turbo Pascal), trb. Idika themata programmatismu stin Pascal (kie tin Turbo Pascal), współautor T. Alevizos, Ateny 1991, stron 635[2].

## Odznaczenia i nagrody
- Nagroda Państwowa II stopnia (lipiec 1968)[a][15].
- Srebrny Krzyż Zasługi (16 lipca 1971)[2]
- Nagroda Ministra Kultury i Sztuki (maj 1996) – Medal „Zasłużony dla kultury polskiej”
- Złota Odznaka ELWRO „Zasłużony pracownik ELWRO” (22 kwietnia 1969)
- Medal 35-lecia Polskiego Towarzystwa Informatycznego (PTI) (2013)
- Medal 70-lecia Polskiej Informatyki – przyznany przez Kapitułę PTI (2018)
- greckie Odznaczenie Honorowe Stowarzyszenia Studentów Wydziału Informatyki Uniwersytetu Krety (listopad 2001)
- greckie Odznaczenie Honorowe od władz Uniwersytetu Krety za całokształt pracy (czerwiec 2005)[2]